# Jean-Pierre Kutwa
Jean-Pierre Kutwa (Blockhauss, 22 december 1945) is een Ivoriaans geestelijke en een kardinaal van de Rooms-Katholieke Kerk.
Kutwa werd op 11 juli 1971 priester gewijd. Op 15 mei 2001 werd hij benoemd tot aartsbisschop van Gagnoa; zijn bisschopswijding vond plaats op 16 september 2001. Op 2 mei 2006 volgde zijn benoeming tot aartsbisschop van Abidjan. Hij was de opvolger van Bernard Agré die met emeritaat was gegaan.
Kutwa werd tijdens het consistorie van 22 februari 2014 kardinaal gecreëerd.  Hij kreeg de rang van kardinaal-priester. Zijn titelkerk werd de Sant'Emerenziana a Tor Fiorenza.
Kutwa ging op 20 mei 2024 met emeritaat.
- Library of Congress Control Number: n2017003280
- Virtual International Authority File: 11148570405824310294
- WorldCat: E39PBJcGjRwQwvJPGJMXGkhGpP